# Пекло, або Досьє на самого себе
«Пекло, або Досьє на самого себе» — радянська двосерійна художня телестрічка Геннадія Бєглова, знята у 1989 році. Сюжет стрічки заснований на автобіографічній повісті Геннадія Бєглова «Досьє на самого себе».

## Сюжет
Кінець 1940-х років. Молодий режисер Віктор Костров закоханий в дочку колишнього офіцера НКВД. Батькові не до вподоби залицяльник його дочки і за його доносом Віктора заарештовують. Тепер йому доведеться пережити всі жахи сталінського ГУЛАГу.

## У ролях
- Дмитро Комов —  Віктор Костров
- Ірина Комова —  Римма
- Олена Точонова —  Шура
- Ірина Сабанова —  Галя
- Алла Муріна —  Надія
- Володимир Кнат —  Женька
- Віктор Міхєєв —  Марік
- Микола Рудик —  Коля Шпала
- Юрій Бєляєв —  офіцер-фронтовик, в'язень ГУЛАГу (епізод)
- Віктор Адєєв —  Григорій Брагін
- Валерій Биченко —  Дегтярьов, майор
- Анатолій Журавльов — злодій

## Знімальна група
- Автор сценарію: Геннадій Бєглов
- Режисер постановник: Геннадій Бєглов
- Головний оператор:  Костянтин Рижов
- Головний художник:  Юрій Пашигорєв
- Композитор: Борис Грабовський
- Звукорежисер: Герман Пронін,  Елеонора Казанська
- Директор: Володимир Голишков, Петро Орлов